# Beleidsdomein Mobiliteit en Openbare Werken (Vlaanderen)
Het Beleidsdomein Mobiliteit en Openbare Werken van de Vlaamse overheid omvat verschillende entiteiten inzake investeringen, beheer en exploitatie van de transport- en de haveninfrastructuur in Vlaanderen.
Het beleidsdomein is, met een jaarlijkse totale uitgavenpost van grofweg 2,5 miljard euro, op budgettair vlak het vierde grootste beleidsdomein van de dertien Vlaamse beleidsdomeinen.
De verantwoordelijke minister is de minister van Mobiliteit en de minister van Openbare Werken, meestal dezelfde minister.

## Entiteiten
Het Vlaams Ministerie van Mobiliteit en Openbare Werken bestaat uit:
- Het Departement Mobiliteit en Openbare Werken (MOW)
- Het Agentschap Wegen en Verkeer (AWV), een intern verzelfstandigd agentschap zonder rechtspersoonlijkheid
- Het Agentschap Maritieme Dienstverlening en Kust, een intern verzelfstandigd agentschap zonder rechtspersoonlijkheid

Daarnaast zijn er twee extern verzelfstandige agentschappen met publieke rechtspersoonlijkheid:
- De Vlaamse Waterweg (DVW)

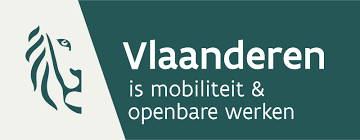

- Vlaamse Vervoermaatschappij De Lijn (VVM De Lijn)

Verder zijn er nog twee naamloze vennootschappen:
- De Werkvennootschap (DWV)
- Lantis, de vroegere Beheersmaatschappij Antwerpen Mobiel

Het beleidsdomein wordt ondersteund door de Mobiliteitsraad van Vlaanderen (MORA), een strategische adviesraad.

## Departement Mobiliteit en Openbare Werken
Het Departement Mobiliteit en Openbare Werken (Departement MOW) van de Vlaamse overheid ondersteunt de minister bij de beleidsvoering inzake mobiliteit en verkeersveiligheid en inzake investeringen, beheer en exploitatie van de transport- en de haveninfrastructuur in Vlaanderen.
Het departement telt de volgende negen afdelingen:
- Stafdienst
- Beleid
- Toegepast Mobiliteitsbeleid
- Experta:
  - Algemene Technische Ondersteuning
  - Expertise Beton en Staal
  - Geotechniek
  - Waterbouwkundig Laboratorium
- Maritieme Toegang
- Organisatie

## Geïntegreerd investeringsprogramma (GIP)
De 7 entiteiten van het beleidsdomein Mobiliteit en Openbare Werken hadden vroeger elk een afzonderlijk investeringsprogramma. Met het geïntegreerd investeringsprogramma (GIP) maakt het beleidsdomein Mobiliteit en Openbare Werken een overkoepelend overzicht van al die investeringen.
Dit is bijvoorbeeld het GIP voor 2022, goedgekeurd door minister Lydia Peeters:
| Entiteit                                          | Aantal projecten | Budget          | Reserve- budget |
| ------------------------------------------------- | ---------------- | --------------- | --------------- |
| Agentschap voor Maritieme Dienstverlening en Kust | 41               | € 69.026.000    |                 |
| Agentschap Wegen en Verkeer                       | 558              | € 830 768.000   | € 169.203.000   |
| De Lijn                                           | 109              | € 309.337.000   |                 |
| De Vlaamse Waterweg                               | 141              | € 320.445.000   | € 84.789.000    |
| De Werkvennootschap                               | 42               | € 168.763.000   |                 |
| Departement Mobiliteit en Openbare Werken         | 30               | € 445.487.000   | € 31.890.000    |
| Leefbaar Antwerpen door Innovatief Samenwerken    | 8                | € 87.325.000    |                 |
| Totaal                                            | 929              | € 2.231.150.000 | € 285.882.000   |